# باولو فانولي
باولو فانولي (بالإيطالية: Paolo Vanoli)‏ لاعب كرة قدم ايطالي (ولد في فاريزي يوم 12 أغسطس من العام 1972) بدأ مسيرته الكروية مع نادي فاريزي وتنقل بين عدة اندية ايطالية اهمها نادي فيورنتينا ونادي بارما ونادي بولونيا، ولعب في الدوري الإسكتلندي مع نادي رينجرز، اما مسيرته الدولية فأقتصرت على مباراتين مع منتخب إيطاليا وسجل هدف وحيد في مرمى منتخب بلجيكا عام 1999.

## المسيرة الكروية

### مع النوادي
شارك فانولي مع العديد من الأندية، لعل أبرزها نادي بارما، حيث فاز مع هذا الأخير بلقب الدوري الأوروبي سنة 1999، ثم انتقل بعدها لنادي فيورنتينا مقابل 4.648 مليون يورو، ليحط الرحال بعدها في الفريق الإسكتلندي غلاسكو رينجرز، حيث خاض تجربة كبيرة في الدوري الاسكتلندي الممتاز وفاز مع فريقه هناك بلقب البطولة في الموسم الكروي 2003 - 04، لينتقل يعد ذلك إلى دندي يونايتد، لكنه لم يعمر هناك طويلا وذلك بعدما انتقل لخوض تجربة جديدة في اليونان مع فريق آكراتيتوس.

### مع المنتخب
لم يشارك برونو كثيرا مع منتخب بلاده، حيث خاض معه مبارتان فقط، وتمكن في الأولى من إحراز هدفه الواحد والوحيد مع منتخب إيطاليا وذلك في المباراة التي جمعته مع منتخب بلجيكا والتي انتهت بخسارة هذا الأخير بثلاثة أهداف مقابل هدف واحد سنة 1999.

## ترشيحات وجوائز
- إيطاليا
  - مبارتان مع منتخب إيطاليا وهدف واحد ما بين سنتي 1999 و2000
- بارما
- الدوري الأوروبي (1998 - 1999)
- كأس إيطاليا (1998 - 1999)
- كأس السوبر الإيطالي (1999)
- فيورنتينا
  - الدوري الأوروبي (2001)
- غلاسكو رينجرز
  - الدوري الاسكتلندي الممتاز (2003 - 2004)

## روابط خارجية
- باولو فانولي على موقع الاتحاد الأوربي (الإنجليزية)
- باولو فانولي على موقع قاعدة بيانات كرة القدم.إي يو (الإنجليزية)
- باولو فانولي على موقع Soccerbase.com (لاعب) (الإنجليزية)
- باولو فانولي على موقع Soccerway.com (الإنجليزية)
- باولو فانولي على موقع عالم كرة القدم.نت (الإنجليزية)